# Касукабе
Касука́бе (яп. 春日部市 Касукабэ-си) — особый город в Японии, находящийся в префектуре Сайтама. Площадь города составляет 65,98 км², население — 234 489 человек (1 августа 2014), плотность населения — 3553,94 чел./км².

## Географическое положение
Город расположен на острове Хонсю в префектуре Сайтама региона Канто. С ним граничат города Сайтама, Косигая, Нода и посёлки Миясиро, Сираока, Сугито, Мацубуси.

## Население
Население города составляет 234 489 человек (1 августа 2014), а плотность — 3553,94 чел./км². Изменение численности населения с 1980 по 2005 годы:
| 1980 | 187 913 чел. |  |
| 1985 | 207 021 чел. |  |
| 1990 | 226 449 чел. |  |
| 1995 | 238 598 чел. |  |
| 2000 | 240 924 чел. |  |
| 2005 | 238 506 чел. |  |

## Символика
Деревом города считается Paulownia tomentosa, цветком — глициния, птицей — озёрная чайка.

## Транспорт
- Кокудо 16